# Casa al carrer Romaní, 12 (Canet de Mar)
La Casa al carrer Romaní, 12 és una obra de Canet de Mar (Maresme) protegida com a Bé Cultural d'Interès Local.

## Descripció
El carrer Romaní, de traçat molt irregular, forma part del nucli més antic de la vila. Hi ha mostres d'edificació des del segle xvii fins al segle xx. Aquesta casa presenta característiques tipològiques pròpies del segle xvii, tals com: absència de balcons, cornisa amb tortugada ceràmica... i el segle XVIII: major alçada dels sostres, portalada amb llinda recta. És, per tant, una demostració que l'evolució tipològica no es produeix sobtadament.
Casa amb planta baixa i pis, amb afegits superiors posteriors. Llinda de pedra a l'entrada i finestra central superior, també de pedra. S'han produït reformes els segles XIX i XX. Les gelosies, dues, a l'altura del primer pis, són reixes de fusta.